# 南大街街道 (常州市)
南大街街道，是中华人民共和国江苏省常州市钟楼区下辖的一个乡镇级行政单位。南大街是常州老城厢的商贸服务业集聚区，其中双桂坊社区为南大街商圈所在区域，有常州吾悦广场、莱蒙都会、南大街步行街、泰富百货、百货大楼、嘉业国贸等商场、综合体、办公楼宇设施。

## 行政区划
南大街街道下辖以下地区：
双桂坊社区、杨柳巷社区、横兴路社区、广化桥社区、吴家场社区、东头村社区、世纪明珠园社区、怀德苑社区、文亨花园社区、安阳花苑社区、劳动西路社区、米市河社区、红星新村社区和金色新城社区。

## 交通
- 南大街站[4]